# Двоичные приставки
Двоичные (бинарные) приставки — приставки перед наименованиями или обозначениями единиц измерения информации, применяемые для формирования кратных единиц, отличающихся от базовой единицы в определённое целое, являющееся целой положительной степенью числа 210, число раз (210 = 1024, (210)2 = 220 = 10242, (210)3 = 230 = 10243 и т. д.). Двоичные приставки используются для образования единиц измерения информации, кратных битам и байтам.
Благодаря близости чисел 1024 и 1000 двоичные приставки построены по аналогии со стандартными десятичными приставками СИ. Наименование каждой двоичной приставки получается заменой последнего слога наименования соответствующей десятичной приставки на би (от лат. bīnārius — двоичный).
Приставки от 210 до 260 (киби, меби, гиби, теби, пеби, эксби) были предложены шведским учёным Андерсом Тором и введены Международной электротехнической комиссией (МЭК) в 1999 году во второй поправке к стандарту IEC 60027-2. В третьей редакции стандарта IEC 60027-2, принятой в 2005 году, были добавлены приставки 270 и 280 (зеби и йоби).
С октября 2016 года в России действует национальный стандарт ГОСТ IEC 60027-2-2015 «Обозначения буквенные, применяемые в электротехнике. Часть 2. Электросвязь и электроника», идентичный международному стандарту IEС 60027-2:2005.

## Номенклатура приставок
| Двоичная приставка МЭК | Множитель двоичных единиц измерения     | Обозначение МЭК | Обозначение МЭК | Десятичная приставка СИ | Множитель десятичных единиц измерения |
| Двоичная приставка МЭК | Множитель двоичных единиц измерения     | биты            | байты           | Десятичная приставка СИ | Множитель десятичных единиц измерения |
| ---------------------- | --------------------------------------- | --------------- | --------------- | ----------------------- | ------------------------------------- |
| киби-                  | 210 = 1024                              | Кибит           | КиБ             | кило-                   | 103                                   |
| меби-                  | 220 = 1 048 576                         | Мибит           | МиБ             | мега-                   | 106                                   |
| гиби-                  | 230 = 1 073 741 824                     | Гибит           | ГиБ             | гига-                   | 109                                   |
| теби-                  | 240 = 1 099 511 627 776                 | Тибит           | ТиБ             | тера-                   | 1012                                  |
| пеби-                  | 250 = 1 125 899 906 842 624             | Пибит           | ПиБ             | пета-                   | 1015                                  |
| эксби-                 | 260 = 1 152 921 504 606 846 976         | Эибит           | ЭиБ             | экса-                   | 1018                                  |
| зеби-                  | 270 = 1 180 591 620 717 411 303 424     | Зибит           | ЗиБ             | зетта-                  | 1021                                  |
| йоби-                  | 280 = 1 208 925 819 614 629 174 706 176 | Йибит           | ЙиБ             | йотта- (иотта-)         | 1024                                  |

В ныне недействующем российском ГОСТ 8.417-2002 («Единицы величин») в приложении А «Единицы количества информации» есть (исключённое в ГОСТ 8.417—2024) упоминание «исторически сложившейся» практики некорректного использования общепринятых десятичных приставок (кило-, мега- и т. п.) в значении двоичных множителей байта и нестандартного использования обозначения 1 Кбайт = 1024 байт (в отличие от 1 кбайт = 1000 байт).
Более поздний документ, «Положение о единицах величин, допускаемых к применению в Российской Федерации», утверждённое Правительством РФ 31 октября 2009 года, устанавливает, что наименование и обозначение единицы количества информации «байт» (1 байт = 8 бит) применяются с двоичными приставками «Кило», «Мега», «Гига», которые соответствуют множителям 210, 220 и 230 (1 Кбайт = 1024 байт, 1 Мбайт = 1024 Кбайт, 1 Гбайт = 1024 Мбайт). Указанные приставки пишутся с заглавной буквы.
Тем же Положением допускается применение и международного обозначения единицы информации с приставками «K» «M» «G» (KB, MB, GB, Kbyte, Mbyte, Gbyte).
Аналогичный стандарт IEEE 1541-2002 введён в 2008 г.
Основной документ Международной системы единиц (СИ) «Брошюра СИ» (фр. Brochure SI, англ. The SI Brochure) подчёркивает, что приставки СИ соответствуют исключительно степеням числа десять, и рекомендует во избежание некорректного использования наименований приставок СИ для двоичных приставок применять наименования, введённые МЭК.
Приказом Федерального агентства по техническому регулированию и метрологии с 1 октября 2016 года в качестве национального стандарта Российской Федерации введён в действие ГОСТ IEC 60027-2-2015 «Обозначения буквенные, применяемые в электротехнике. Часть 2. Электросвязь и электроника», идентичный международному стандарту IEС 60027-2:2005. Документ поддерживает стандартное написание десятичных префиксов для указания единицы количества информации (например, сокращение кБ для килобайт, кб для килобит), а в качестве префиксов для кратных двоичных единиц измерения вводятся обозначения Ки (Ki), Ми (Mi), Ги (Gi), Ти (Ti), Пи (Pi) и т.д.
Действующий с сентября 2024 года ГОСТ 8.417—2024 в части двоичных приставок ссылается на ГОСТ IEC 60027-2, не делая, в отличие от ГОСТ 8.417—2002, оговорок о существовавших случаях смешения их с десятичными, но предупреждая о риске использования для байта сокращения «Б», совпадающего с сокращением логарифмической единицы бел.

## Корни проблемы

Разница ошибок между десятичными и двоичными приставками при увеличении объёма памяти

Двоичная система счисления имеет широчайшее применение в вычислительной технике.
В частности, двоичными числами нумеруются ячейки цифровой памяти. Количество адресов, возможных на некоторой шине, равно 2N, где N — количество её разрядов. Поэтому и микросхемы памяти снабжают количеством ячеек, равным какой-то степени двойки.
Число 210 = 1024 достаточно близко к тысяче, используемой в качестве основания десятичных приставок СИ.
Среди степеней двойки вплоть до 293 ни одна больше не близка настолько к степени десяти; к тому же показатель двоичной степени «10» сам по себе оказался удобен для грубого пересчёта двоичных степеней на привычные людям десятичные числа.
Для обозначения 210 = 1024 байт придумали единицу «К» (ка, очевидно, искажённое «кило»). В частности, в документации к одной из советских ЭВМ сказано, что объём её памяти 32 К слов. Из-за близости множителей 1024 и 1000 в разговорной речи «К» всё равно называли «кило», и вскоре такая интерпретация приставки кило стала стандартом де-факто, как и экстраполяция на другие приставки: 1 «килобайт» = 1024 байтам, 1 «мегабайт» = 1024 килобайтам = 1 048 576 байтам, и т. д.
Таким образом термины, предназначенные для десятичных приставок СИ, стали применяться к близким двоичным числам. Причём эти приставки часто используют по своему усмотрению, то есть одни понимают их как двоичные приставки, а другие как десятичные. Например, размер оперативной памяти компьютера обычно приводится в двоичных единицах (1 килобайт = 1024 байтам), а размер дисков их производители указывают в десятичных (1 килобайт = 1000 байтам). Однако на письме для множителя 1024 традиционно использовалось сокращение «К», в отличие от «к»=1000, используемого в СИ.
Чем больше число, тем большего значения может достигать относительная ошибка, вызванная неправильным пониманием использованной приставки. В частности, разница между «двоичным» и «десятичным» килобайтом 2,4 %, в то время как между двоичным и десятичным терабайтом — почти 10 % (9,95 %). Для того, чтобы разрешить эту путаницу, и были введены особые двоичные приставки, отличные от «близких» по численному значению десятичных.

## Значение приставок согласно стандарту JEDEC
Объединенный инженерный совет по электронным устройствам (англ. Joint Electron Devices Engineering Council, JEDEC), занимающийся разработкой и продвижением стандартов для микроэлектронной промышленности, разработал в 2002 году стандарт JEDEC 100B.01, определяющий значения терминов и буквенных символов. Целью данного стандарта является содействие единообразному использованию символов, аббревиатур, терминов и определений в полупроводниковой промышленности. К примеру, спецификация стандарта в качестве единицы измерения количества информации определяет значение приставки K множителем, равным 1024 (210), то есть килобайт обязан быть обозначен как Kbyte или KB и иметь значение, равное 1024 байт.
Спецификация стандарта определяет приставки следующим образом:
- kilo (K): как множитель, равный 1024 (210).
- mega (M): как множитель, равный 1 048 576 (220 или K2, где коэффициент K = 1024).
- giga (G): как множитель, равный 1 073 741 824 (230 или K3, где коэффициент K = 1024).
- tera (T): как множитель, равный 1 099 511 627 776 (240 или K4, где коэффициент K = 1024).

## Употребление двоичных и десятичных приставок
| Приставка | Обозначение | Двоичные приставки                      | Десятичные приставки                     | Относит. ошибка, % |
| --------- | ----------- | --------------------------------------- | ---------------------------------------- | ------------------ |
| кило      | к, k        | 210 = 1024                              | 103 = 1000                               | 2,40               |
| мега      | М, M        | 220 = 1 048 576                         | 106 = 1 000 000                          | 4,86               |
| гига      | Г, G        | 230 = 1 073 741 824                     | 109 = 1 000 000 000                      | 7,37               |
| тера      | Т, T        | 240 = 1 099 511 627 776                 | 1012 = 1 000 000 000 000                 | 9,95               |
| пета      | П, P        | 250 = 1 125 899 906 842 624             | 1015 = 1 000 000 000 000 000             | 12,59              |
| экса      | Э, E        | 260 = 1 152 921 504 606 846 976         | 1018 = 1 000 000 000 000 000 000         | 15,29              |
| зетта     | З, Z        | 270 = 1 180 591 620 717 411 303 424     | 1021 = 1 000 000 000 000 000 000 000     | 18,06              |
| йотта     | Й, Y        | 280 = 1 208 925 819 614 629 174 706 176 | 1024 = 1 000 000 000 000 000 000 000 000 | 20,89              |

### Двоичный подход
Приставки «кило-», «мега-», «гига-» понимаются как двоичные:
- В файловых менеджерах и другом программном обеспечении для сокращённого задания размера файлов. То есть, если программа говорит, что размер файла равен 100 «КБ» (KB), то его размер приблизительно равен 102 400 байт. Однако в некоторых современных файловых менеджерах встречается правильное указание размера файлов (с использованием сокращённой формы производных двоичных приставок, например «КиБ»). Использование двоичных приставок в KDE 4 для указания размера файлов

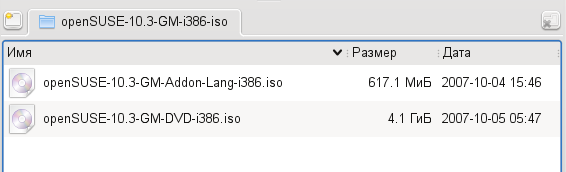
Использование двоичных приставок в KDE 4 для указания размера файлов

- Производителями полупроводниковой памяти: оперативных запоминающих устройств (ОЗУ), видеопамяти.
- Объём компакт-диска (но не DVD) задаётся именно в двоичных мегабайтах.
- Согласно ГОСТ 8.417-2002, приставку К- (заглавной буквой) применительно к байтам исторически некорректно[6] использовали (и используют) для обозначения 1024 байт. Стандарт, однако, явно не указывает, какое написание единицы «1024 байт» следует считать корректным.
- «Положение о единицах величин, допускаемых к применению в Российской Федерации» устанавливает[7], что наименование и обозначение единицы количества информации «байт» применяются с двоичными приставками «Кило», «Мега» и «Гига», которые соответствуют множителям 210, 220 и 230.

Основные аргументы: традиционное для компьютерной техники использование двоичных кратных, непроизносимость слов типа «гибибайт» или «Гбайт».

### Десятичный подход
Приставки «кило-», «мега-», «гига-» понимаются как десятичные:
- Ёмкость жёстких и оптических дисков, SSD-накопителей задаётся именно в десятичных мегабайтах (исключение: компакт-диски, их объём задается в двоичных мегабайтах).
- При неформальном общении (например, про файл в 100 тысяч байт могут сказать «файл в 100 килобайт»).
- При обозначении скоростей телекоммуникационных соединений, например, 100 Мбит/с в стандарте 100BASE-TX («медный» Fast Ethernet) соответствует скорости передачи именно 100 000 000 бит/с, а 10 Гбит/с в стандарте 10GBASE-X (Ten Gigabit Ethernet) — 10 000 000 000 бит/с.

Основные аргументы: Строгое соответствие системе СИ; повсеместное употребление десятичной системы счисления; завышение объёма носителей при помощи более мелкой единицы («коммерческие мегабайты»).
Применяемое в телекоммуникациях понятие «килобит» означает тысячу битов (по ГОСТ 8.417-2002). Впрочем, из-за влияния «килобайта» некоторые люди и организации для однозначности употребляют вместо «килобита» выражение «тысяча бит».

### Иное
Ёмкость трёхдюймовой дискеты на 1,44 МБ (включая служебные данные — загрузочный сектор, корневой каталог и FAT) задаётся в двоично-десятичных мегабайтах (1000 КиБ). То есть фактически вместимость трёхдюймовой дискеты равна 1440 кибибайтам, или же 1 474 560 байтам, из которых для записи доступны 1 457 664. Аналогично, трёхдюймовая дискета на 2,88 МБ в действительности вмещает 2880 кибибайт, или же 2 949 120 байт.
Ёмкость флэш-карт памяти и USB-флэшек — это полная ёмкость микросхемы (двоичная) минус технический объём, который может быть больше или меньше. Соответственно, неформатированная ёмкость флэшки — очень приблизительно десятичная (обычно несколько больше).